# Salomé (filme de 1918)
Salomé é um filme de drama mudo norte-americano de 1918, dirigido por J. Gordon Edwards, produzido por William Fox e estrelado por Theda Bara.
Salome foi lançado no Brasil com o título Salomé em 5 de Dezembro de 1919.

## Elenco
- Theda Bara – Salomé
- G. Raymond Nye – Herodes
- Albert Roscoe – João Batista
- Herbert Heyes – Sejanus
- Bertram Grassby – Príncipe David
- Genevieve Blinn – Rainha Marian
- Vera Doria – Naomi
- Alfred Fremont – Galla

## Status de preservação
O filme atualmente é considerado perdido.

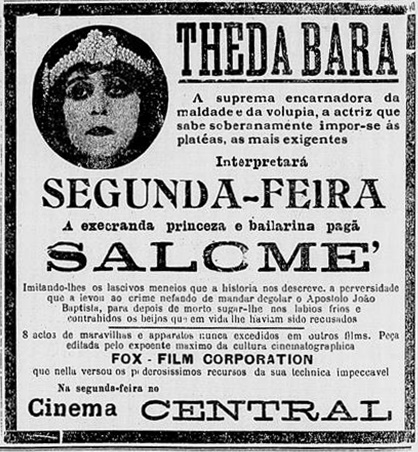
O filme Salomé (Salome) na revista Correio da Manhã (RJ) no Brasil.

No dia 2 de outubro de 2021 foi postado no Vimeo Fragmentos do filme, descobertos na Filmoteca Española.

## A existência de uma cópia completa
O preservacionista e historiador de cinema francês Henri Langlois disse que teve a oportunidade de comprar este filme, mas o descartou porque sentiu que o filme não era considerado um clássico. Ele posteriormente percebeu sua chance perdida e se arrependeu de pré-julgar quais filmes eram dignos de serem preservados, decidindo, em vez disso, preservar qualquer filme que ele pudesse salvar.

## Na cultura popular
Uma cena do filme The Cook, de 1918, estrelado por Roscoe "Fatty" Arbuckle e Buster Keaton, parodia partes deste filme, com Arbuckle vestido de travesti e fazendo sua melhor imitação de "Salomé".